# Nissan Serena
De Nissan Serena is een MPV van het Japanse automerk Nissan. Het model werd uitgebracht in 1991 als een compact personenbusje, maar werd met elke volgende generatie iets groter qua afmeting.
Latere uitvoeringen kregen voorwielaandrijving of vierwielaandrijving. Ongebruikelijk is dat het model acht zitplaatsen heeft in plaats van zeven.

## Eerste generatie (C23; 1991-2000)

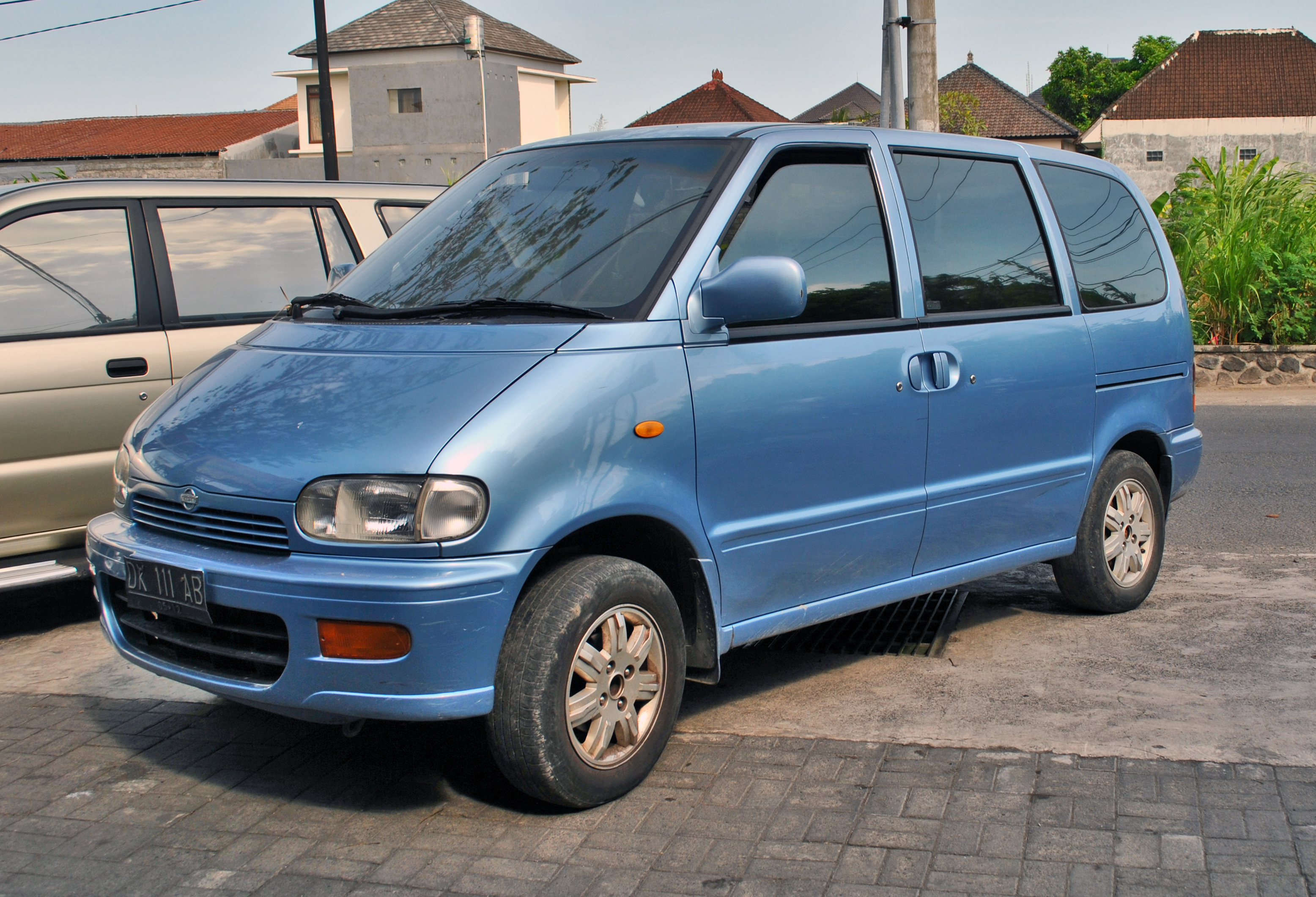
Een C23 uit 1991.

Dit model kwam in 1991 op de Japanse markt, en vele werden geïmporteerd naar Australië en het Verenigd Koninkrijk. Nissan produceerde drie uitvoeringen; de FX, SX en 4WD.
Gedurende de productie heeft de C23 een aantal facelifts ondergaan. Elke facelift is daarbij herkenbaar aan een andere grille.
Voor de Europese markt was de Serena er in een 1,6 of 2,0-liter benzine of 2,3-liter diesel. Er waren vier uitvoeringen; LX, SLX, SGX en de SGXi.

## Tweede generatie (C24; 1999-2012)

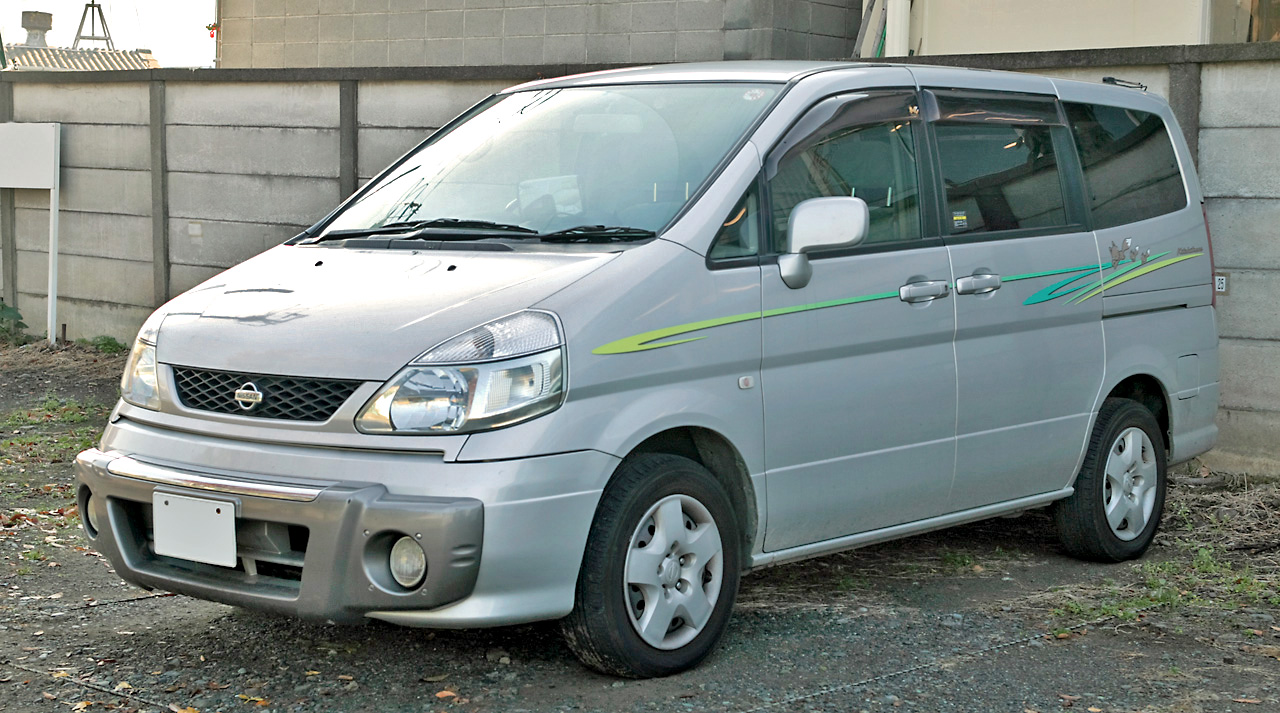
Een C24 uit 1999.

De tweede generatie kwam uit in 1999. Het model had een meer ingrijpende facelift gekregen, en er was keuze uit meer motoren en kleuren. Beschikbare motoren waren de 1,5-liter en 2,0-liter benzine, en de 2,0 en 2,5-liter dieselmotoren.
De C24 werd geproduceerd in Japan, Taiwan, Maleisië, Indonesië en China.

## Derde generatie (C25; 2005-2011)

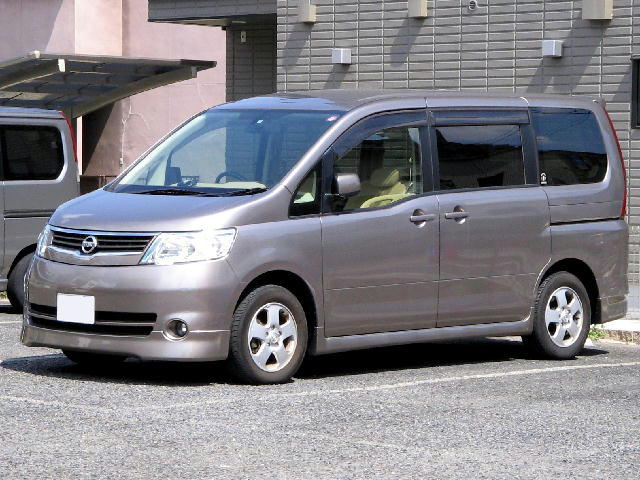
Een C25 uit 2005.

De C25 kwam op de markt in Japan in mei 2005. Het model werd uitsluitend verkocht in Japan, Hongkong, Singapore, Indonesië en Brunei. De C25 werd van 2007 tot en met 2009 de bestverkochte MPV in Japan.
Het model werd ook verkocht als de Suzuki Landy in Japan. Dit was in essentie een Nissan met een andere naamsticker.
De productie van de derde generatie stopte eind 2010, maar liep voor de exportmarkt nog een jaar door.

## Vierde generatie (C26; 2010-2016)

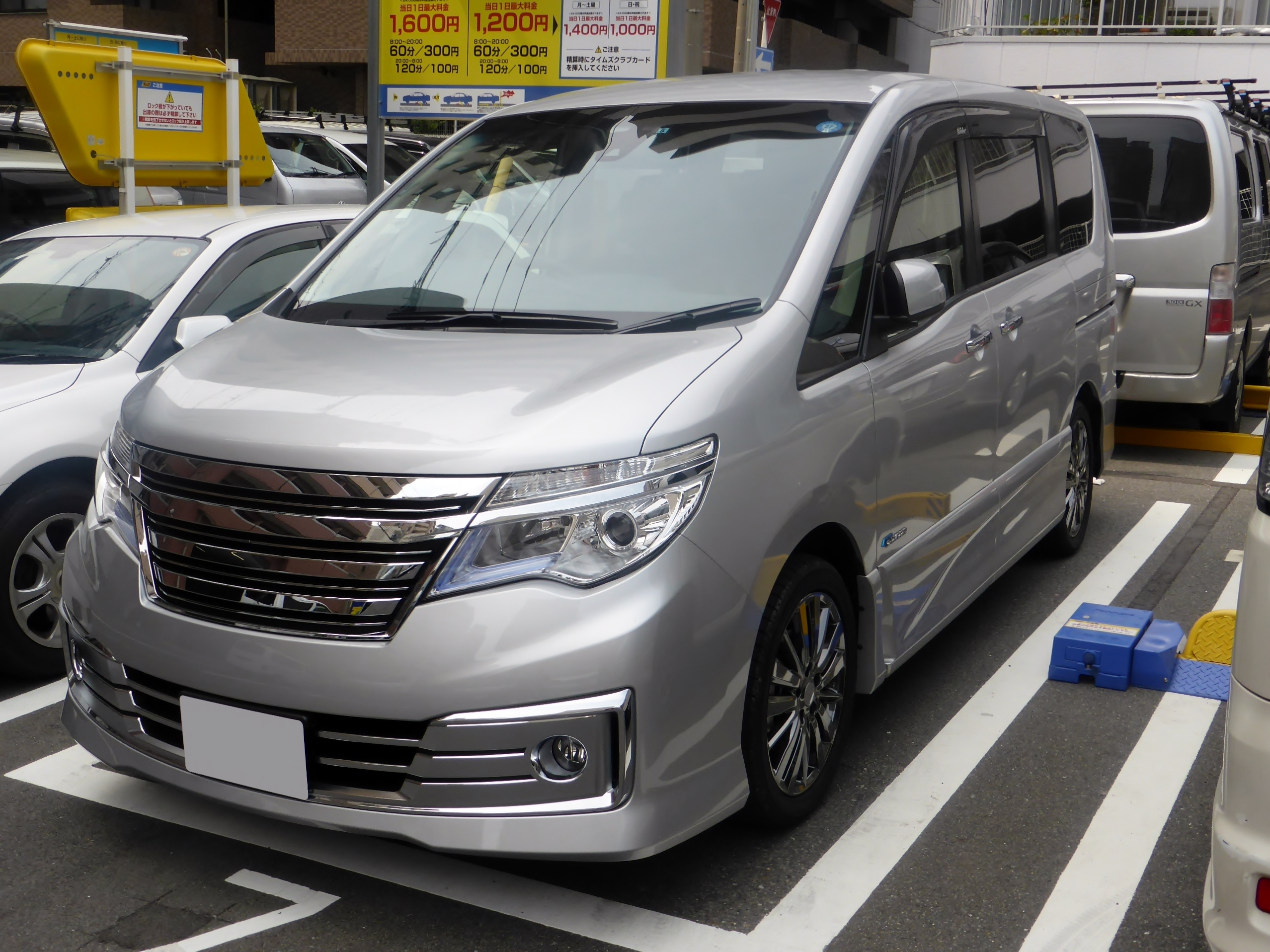
Een C26 uit 2010.

Dit model kwam eind 2010 uit voor de Japanse markt. Het bevat een 2,0-liter injectiemotor, en werd verkocht in Japan, Hongkong, Maleisië en Indonesië. Er is in de MPV plaats voor 7 tot 8 personen.
In augustus 2012 voegde Nissan een hybride uitvoering toe.
In november 2014 kwam een facelift op de markt die in Maleisië werd geassembleerd.

## Vijfde generatie (C27; 2016-heden)

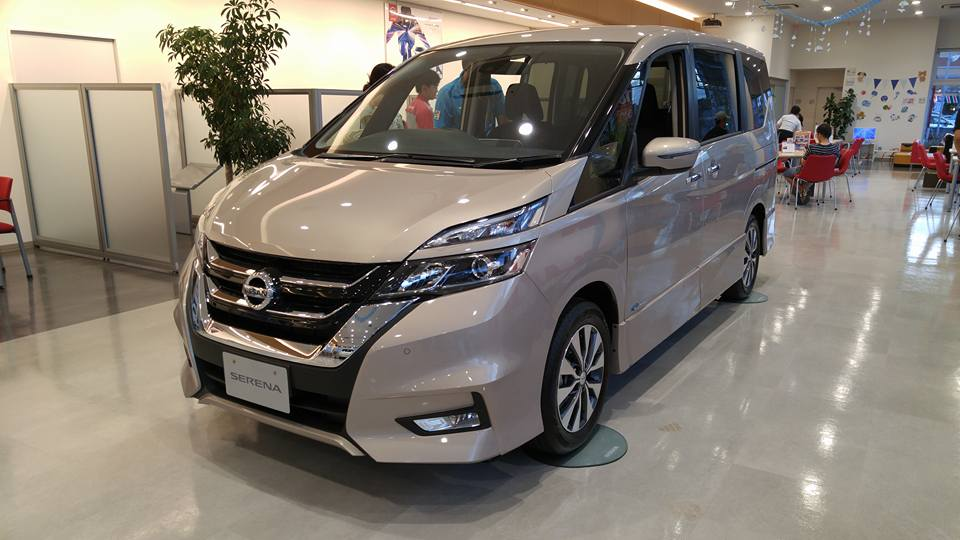
Een C27 uit 2016.

De vijfde generatie werd onthuld in juli 2016. Het model bevat als bijzondere eigenschap een systeem voor het centreren van de auto binnen een rijbaan.
De Serena e-Power werd verkrijgbaar in februari 2018. Het model is voorzien van een I3-motor zonder oplaadstekker.
Huidige modellen Europa:
370Z ·
Ariya ·
Cabstar ·
Cube ·
GT-R ·
Interstar ·
Juke ·
Leaf ·
Micra ·
Murano ·
Navara ·
Note ·
NV200 ·
NV300 ·
NV400 ·
Pathfinder ·
Primastar ·
Qashqai ·
Townstar ·
X-Trail

Huidige modellen internationaal:
Altima ·
Armada ·
Bluebird ·
Caravan ·
Elgrand ·
Fuga ·
Maxima ·
NV ·
Patrol ·
Rogue ·
Sentra ·
Serena ·
Skyline ·
Skyline ·
Skyline Crossover ·
Sunny ·
Teana ·
Tiida ·
Titan ·
Xterra

Concepten:
Forum ·
Jikoo ·
Pivo ·
Urge

Uit productie:
100NX ·
200SX ·
300ZX ·
350Z ·
Almera ·
Almera Tino ·
Bluebird ·
Cedric ·
Cherry ·
Cima ·
Gloria ·
Kubistar ·
Laurel ·
Pixo ·
Prairie ·
Primera ·
Pulsar ·
Silvia ·
Stanza ·
Terrano ·
Vanette